# Brake (Unterweser)
Brake este, printre altele, un oraș din landul Saxonia Inferioară, Germania. Deoarece în Germania există mai multe localități cu acest nume, la nevoie se precizează astfel: Brake (Unterweser).